# Sphaerosoma pilosum
Sphaerosoma pilosum is een keversoort uit de familie Alexiidae. De wetenschappelijke naam van de soort is voor het eerst geldig gepubliceerd in 1793 door Panzer.